# Spilosmylus proximus
Spilosmylus proximus is een insect uit de familie watergaasvliegen (Osmylidae), die tot de orde netvleugeligen (Neuroptera) behoort. 
Spilosmylus proximus is voor het eerst wetenschappelijk beschreven door Banks in 1937. De soort komt voor op Mindanao (Filipijnen).